# ماهلون كلاين
ماهلون كلاين (بالإنجليزية: Mahlon Kline)‏ (6 فبراير 1846 - 27 نوفمبر 1909) كان صيدلي أمريكي، وكان الرئيس والمدير العام لشركة غلاكسو سميث كلاين.

## حياته
ولد في بلدة وندسور في ولاية بنسلفانيا, تلقى تعليمه ماهلون كلاين في مدرسة محلية في برن العليا، درس لفترة وجيزة في مدرسة في هايد بارك، ثم ذهب إلى  كلية إيستمان للأعمال في بكبسي.
في عام 1865 انضم إلى غلاكسو سميث كلاين، وأصبح مديرها عام 1875، واستطاع قيادة الشركة لتصبح ثالث أكبر شركة الأدوية في الولايات المتحدة.
كان ناشطا في الشؤون التجارية المحلية، وفي عام 1900، أصبح مديرا للبورصة المحلية،  كما كان ناشطا في السياسة مما أهله ليصبح في عام 1905 أمين صندوق لجنة الدولة للحزب الجمهوري.
توفي في عام 1909.